# Glypta fuscitibia
Glypta fuscitibia är en stekelart som beskrevs av Dasch 1988. Glypta fuscitibia ingår i släktet Glypta och familjen brokparasitsteklar. Inga underarter finns listade i Catalogue of Life.